# Systoechus mixtus
Systoechus mixtus är en tvåvingeart som först beskrevs av Christian Rudolph Wilhelm Wiedemann 1821.  Systoechus mixtus ingår i släktet Systoechus och familjen svävflugor. Inga underarter finns listade i Catalogue of Life.